# Au (Vorarlberg)
Au település Ausztria legnyugatibb tartományának, Vorarlbergnek a Bregenzi járásában található. Területe 44,91 km², lakosainak száma 1704 fő, népsűrűsége 38 fő/km² (2014. január 1-jén). A település 800 méter tengerszint feletti magasságban helyezkedik el.
A település részei:
- Au (1044 fő 2016. január 1-jén)
- Rehmen (643)

Au részei:
| - Rehmen - Mühle - Lebernau - Lugen - Schrecken - Wieden - Argenstein - Leue - Argenau | - Lisse - Argenzipfel - Jaghausen - Am Stein - Kreuzgasse - Halde - Neugrund - Neudorf |

## Fordítás
- Ez a szócikk részben vagy egészben  az   Au, Vorarlberg című angol Wikipédia-szócikk ezen változatának fordításán alapul.  Az eredeti cikk szerkesztőit annak laptörténete sorolja fel. Ez a jelzés csupán a megfogalmazás eredetét és a szerzői jogokat jelzi, nem szolgál a cikkben szereplő információk forrásmegjelöléseként.